# Airon-Saint-Vaast

Airon-Saint-Vaast este o comună în departamentul Pas-de-Calais, Franța. În 1 ianuarie 2022 avea o populație de 189 de locuitori.